# Calle Ciega
Calle Ciega ist eine venezolanische Reggaeton-Boygroup, die 1995 gegründet wurde. Ihr größter Hit war 2005 Mi Cachorrita, das 23 Wochen lang Platz 1 der venezolanischen Charts belegte. 
Die Mitglieder der Gruppe, Nacho, El Chino, Luifer, Kent und Emilio, sind alle zwischen 1982 und 1985 geboren. Auf Tour war die Band unter anderem mit Servando y Florentino.

## Diskografie

### Alben
- 1998: Caliente
- 1999: No pares de sudar
- 2001: Seguimos bailando
- 2005: Una vez más
- 2006: Edicion Especial
- 2007: Más Caliente
- 2008: Los Nenes De La Casa
- 2010: Quedate Conmigo
- 2017: 2018

### Singles
- 2005: Mi Cachorrita
- 2005: Como Te Extraña Mi Cama
- 2006: Tu y Yo
- 2006: El Vestido Rojo
- 2006: La Pastillita
- 2006: Casi Soy Libre
- 2007: La Prueba Final
- 2007: Dile
- 2007: Aunque Mal Paguen (Remix)
- 2008: Vete
- 2008: Dile (Electro Dance Mix)
- 2012: Apaga la Luz
- 2012: Amándote Más
- 2012: Mía
- 2014: La Pastillita (Reloaded)
- 2017: Mi Persona Favorita
- 2017: Ya No Hay Dolor